# محمد الصمادي
محمد الصمادي (1893-1933) هو محامي وكاتب فلسطيني.

## حياته
ولد محمد صالح عبد العال الصمادي في مدينة نابلس عام 1893 وتعلم فيها، ثم سافر إلى بيروت ودرس في مكتبها السلطاني، ورحل بعد ذلك إلى الأستانة، ودخل كلية الحقوق، وهناك اشترك في المنتدى الأدبي، وأصبح أمين سره، وتجند في الجيش العثماني في الحرب العالمية الأولى، وصار ضابطاً برتبة ملازم ثان، وشهد معركة "انا فارته" في الدردنيل وجرح فيها، وحينما أعلنت الثورة العربية أصبح أحد دعاتها، والتحق بالجيش العربي بقيادة فيصل، وحينما أقيمت حكومة فيصل في دمشق عين مستشاراً في وزارة العدلية ثم أمين سر في وزارة المعارف، وعمل أستاذاً في كلية الحقوق في دمشق، ثم انتقل إلى شرق الأردن فشغل منصب رئيس محكمة بداية السلط، ثم عضواً في محكمة الاستئناف في عمان، أخيراً استقال من وظيفته وتفرغ للمحاماة، وكتب داعياً إلى محاربة الاحتلال البريطاني، وطرده من الوطن العربي.قتل على يد الاحتلال البريطاني عام 1933.

## إنتاجه الأدبيّ
له مجموعة من الانتاجات منها:
- قصائد شعرية، وبعض قطع تضمنتها ترجماته في المصادر، وله ديوان شعر مخطوط، في طريقة إلى النشر.
- مسرحيات ذات هدف تعليمي قومي، منها: مسرحية "أبو بكر الصديق"، ومسرحية "عمر بن الخطاب". وتعد هاتان المسرحيتان الأسبق إلى تأسيس هذا الفن (المسرحي) في زمن إمارة شرقي الأردن، له مجموعة من المقالات نشرت بمجلة الحكمة عام 1933.
- شعر قومي، وثيق الصلة بتجارب صاحبه ومواقفه، يرفع الشعارات ويتبنى الأسلوب الخطابي والحكمي، بما يتطلبه هذا من وضوح العبارة.